# Xiphidium
Xiphidium Aubl. – rodzaj roślin z rodziny hemodorowatych. Obejmuje dwa gatunki występujące w Ameryce, na obszarze od południowego Meksyku i Karaibów do północnego Peru i Boliwii.
Nazwa naukowa rodzaju pochodzi od greckiego słowa ξίφος (xiphos – miecz).

## Morfologia
PokrójWieloletnie rośliny zielne, o wysokości do 100 cm (X. caeruleum) lub 200 cm (X. pontederiiflorum).
PędyDługie, podziemne, płożące się kłącze, z zewnątrz brązowe do czerwonobrązowego, wewnątrz czerwonopomarańczowe do czerwonego. Pęd kwiatostanowy podnoszący się lub wzniesiony, włóknisty, nierozgałęziony, zielony, nagi do słabo owłosionego.
LiścieUlistnienie dwurzędowe, naprzemianległe, równomiernie położone na pędzie. Blaszki liściowe włókniste, unifacjalne, zielone, równowąsko-eliptyczne do wąsko eliptycznych, mieczowate, nagie (u X. pontederiiflorum wierzchołkowo orzęsione), u nasady tworzące pochwę liściową.
KwiatyWyrastają od kilku do kilkunastu w dwurzędkach zebranych od kilku do kilkudziesięciu w tyrs, wyrastający wierzchołkowo na pędzie kwiatostanowym. Szypułki biało owłosione. Okwiat dzwonkowaty, biały, kremowy, brzoskwiniowy do jasnopomarańczowego, u X. caeruleum promienisty, o listkach wewnętrznego okółka eliptycznych i zaostrzonych, u nasady zielonych, bez miodników i górnych listkach zrośniętych u nasady, u X. pontederiiflorum grzbiecisty, o listkach wewnętrznego okółka odwrotnie jajowatych i tępych lub zaokrąglonych, u nasady z trzema pomarańczowożółtymi miodnikami i górnych listkach zrośniętych do połowy ich długości. Trzy pręciki, boczne o nitkach prostych, środkowy ponad dwa razy dłuższy od nich, wygięty do góry. Główki szeroko podługowato-strzałkowate, żółte, skierowane do wewnątrz. Zalążnia szeroko elipsoidalna do kulistawej, trójkomorowa, gładka, ale gęsto owłosiona między komorami. Szyjka słupka wygięta do góry. Znamię słupka lejkowate.
OwoceNiepękające torebki, po dojrzeniu pomarańczowe do czerwonych lub ciemnoczerwone do winnych. Nasiona czarne, u X. pontederiiflorum czerwonawo zabarwione.

## Biologia i ekologia
RozwójGeofity ryzomowe. X. caeruleum kwitną i owocują przez cały rok, X. pontederiiflorum od marca do sierpnia. Kwiaty zapylane są prawdopodobnie wibracyjnie, przez pszczoły długojęzyczkowate.
SiedliskoLasy tropikalne, często wzdłuż cieków wodnych, rzadziej w miejscach suchych.
Cechy fitochemiczneW organach podziemnych X. caeruleum obecnych jest 15 fenylofenalenonów, w tym 6 glukozydów. W liściach roślin tego gatunku obecne są kwas galusowy, a także pewne ilości flawonoidów i fenoli, takich jak katechina, kwas kawowy, kwas ferulowy, glukozyd kemferolu, kwas cynamonowy i kwercetyna. Z kwiatów tych roślin wyizolowano trzy flawonoidy, dwa fenylofenalenony i 17 związków pochodnych fenylofenalenonu.
GenetykaHaploidalna liczba chromosomów n wynosi 19.

## Systematyka
Pozycja systematycznaRodzaj z podrodziny Haemodoroideae w rodzinie hemodorowatych (Haemodoraceae) w rzędzie komelinowców (Commelinales).
Wykaz gatunków
- Xiphidium caeruleum Aubl.
- Xiphidium pontederiiflorum M.Pell., Hopper & Rhian J.Sm.

## Zastosowanie użytkowe
Na Kubie Xiphidium caeruleum jest tradycyjnie stosowany jako środek przeciwbólowy, przeciwzapalny,  moczopędny i przeciwdziałający tworzeniu się kamieni nerkowych. Badania na szczurach działania moczopędnego ekstraktów wodnych z liści tej rośliny wykazały znaczny wzrost przepływu moczu, porównywalny z działaniem spironolaktonu i furosemidu. 
Roślina ta tradycyjnie stosowana była też jako lek na ukąszenia węży oraz na dolegliwości kobiece. Liśćmi tej rośliny nacierano stopy i kolana dziecka uczącego się chodzić.